# Gabika
Gabika es una entidad de población española del municipio de Ereño, perteneciente a la provincia de Vizcaya, en la comunidad autónoma del País Vasco.

## Toponimia
El lugar puede aparecer referido como «Gabika» y «Gabica».

## Historia
Hacia mediados del siglo XIX, el lugar, ya por entonces dependiente de Ereño, tenía contabilizadas diez casas. Aparece descrito en el octavo volumen del Diccionario geográfico-estadístico-histórico de España y sus posesiones de Ultramar de Pascual Madoz con las siguientes palabras:

GABICA: barrio y felig. de la prov. de Vizcaya (á Bilbao 6 3/4 leg.), part. jud. de Marquina, dependiente en lo civil de Ereño, y en lo espiritual de Gautiguiz de Arteaga (1), de cuya anteigl. es aneja su parr. dedicada á San Juan Bautista y servida por un beneficiado. Está sit. á la falda meridional de una cord. de montañas: tiene 10 casas.
(Madoz, 1847, p. 262)

En 2022, tenía empadronados 61 habitantes.